# Louis Münkel
Louis Münkel (geboren 1. Dezember 1810 in Hiddestorf nahe Hemmingen bei Hannover; gestorben 18. Januar 1886 in Hannover) war ein deutscher Lehrer und Schriftsteller.

## Leben

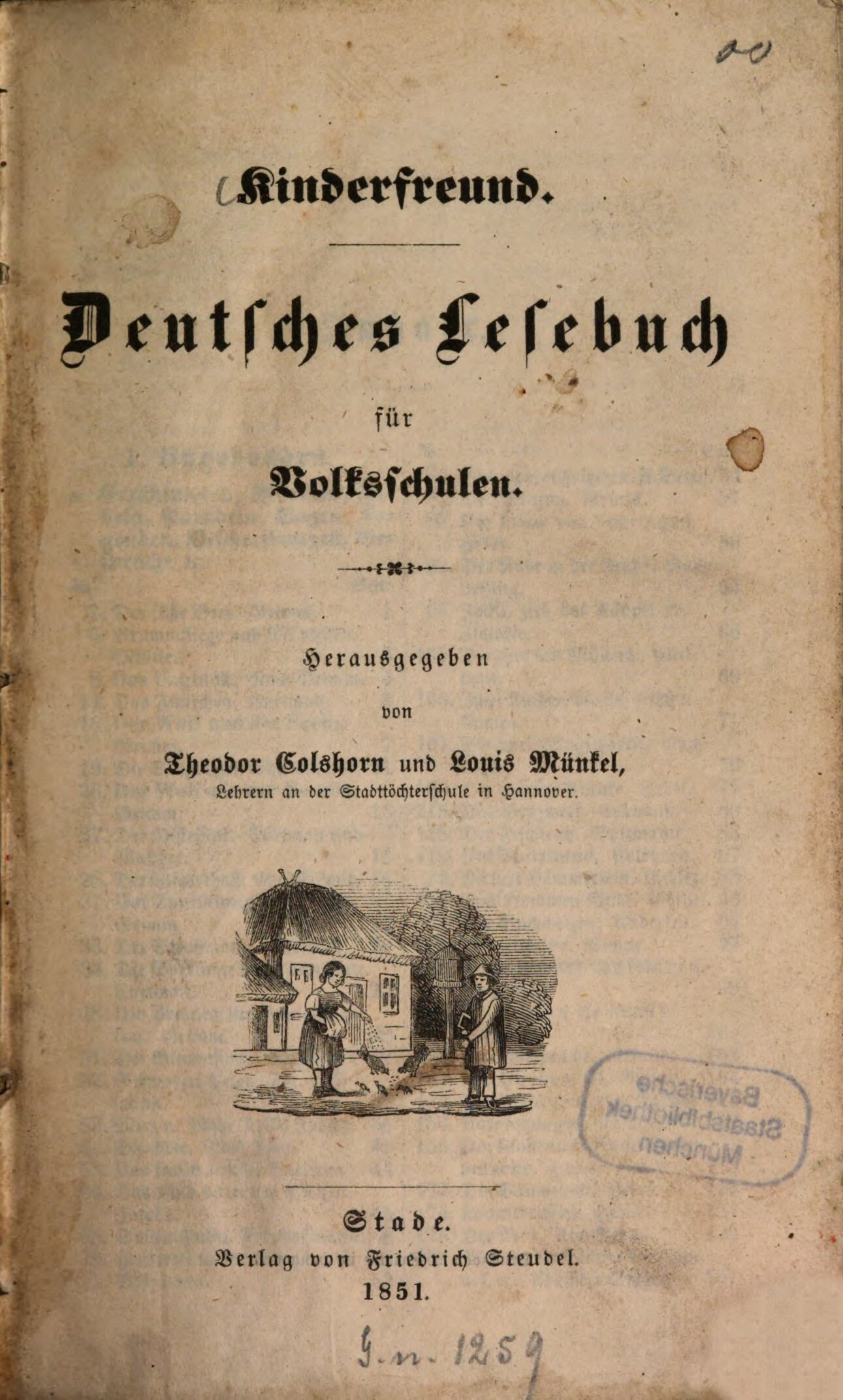
Titelblatt von 1851: Kinderfreund. Deutsches Lesebuch für Volksschulen; Hrsg. mit Theodor Colshorn im Verlag von Friedrich Steudel (Stade); Druck von August Grimpe (Hannover)

Louis Münkel besuchte ab 1829 das Königlich Evangelische Schullehrerseminar in Hannover und arbeitete schon im Folgejahr 1830 als Hauslehrer in Fallingbostel.
Nachdem er 1838 als Kantor in der Kirche in Polle an der Weser gewirkt hatte, trat er 1841 in der Residenzstadt des Königreichs Hannover eine Stelle als Lehrer an der hannoverschen Töchterschule, die er bis zu seiner Pensionierung im Jahr 1874 innehatte.
Unterdessen war er 1848 gemeinsam mit Ernst Quietmeyer und G. Gölitz Herausgeber einer Fibel, die bereits 1855 in elfter Auflage erschien.

## Schriften
- Gedichte für die weibliche Jugend, 1846
- Morgenröte, Gedichte, 1847
- Theodor Colshorn, Louis Münkel (Hrsg.):  Deutsches Lesebuch für Volksschulen. Kinderfreund, 1851
- Opferkasten, Gedichte, 1852
- Bunte Blätter, Gedichte, 1861